# Statistischer Atlas der Schweiz
Der Statistische Atlas der Schweiz wird vom Bundesamt für Statistik herausgegeben. Er umfasst (in seiner Online-Version) rund 1500 interaktive thematische Karten. Diese veranschaulichen – verteilt auf 24 Kapitel – statistische Daten aus nahezu allen Themenbereichen des Bundesamts für Statistik.
Durch die Darstellung der räumlichen Disparitäten und Zusammenhänge sowie der aktuellen Daten und historischen Zeitreihen auf meist mehreren Gliederungsebenen werden Vergleichsmöglichkeiten sowohl für Laien als auch für Fachbenützer eröffnet.
Der Statistische Atlas der Schweiz ist derzeit auf Deutsch und Französisch einsehbar, eine italienische Version ist geplant.

## Geschichte
Im Jahr 2003 erschien die erste elektronische Ausgabe eines interaktiven Statistischen Atlas der Schweiz als CD-ROM-Beilage zum Statistischen Jahrbuch der Schweiz (später DVD). Während der Statistische Atlas der Schweiz seitdem als DVD die jährlichen Auflagen des Statistischen Atlas der Schweiz ergänzt, besteht er seit 2009 auch als eigenes Produkt in Form eines Online-Atlas. Sowohl als DVD als auch in der Online-Version wird der Atlas mindestens einmal jährlich im Zuge einer Neuausgabe des "Statistischen Jahrbuchs der Schweiz" zum Jahresbeginn aktualisiert. Seit 2011 ist der Statistische Atlas der Schweiz zudem als iPad-Ausgabe im Apple Store verfügbar.

## Rechtsgrundlage
Mit der Revision des Bundesgesetzes über Geoinformation vom 5. Oktober 2007 und dessen Ausführungsbestimmungen in der Verordnung über die Landesvermessung vom 21. Mai 2008 wurde die Herstellung nationaler Atlanten – und explizit die Führung des Statistischen Atlas der Schweiz durch das Bundesamt für Statistik – zur Bundesaufgabe erklärt.

## Themenüberblick
Im Statistischen Atlas der Schweiz werden Daten aus den folgenden Themenbereichen präsentiert:
- 01 – Bevölkerung
- 02 – Raum, Umwelt
- 03 – Arbeit, Erwerb
- 06 – Industrie, Dienstleistungen
- 07 – Land-, Forstwirtschaft
- 09 – Bau-, Wohnungswesen
- 10 – Tourismus
- 11 – Mobilität, Verkehr
- 13 – Soziale Sicherheit
- 14 – Gesundheit
- 15 – Bildung, Wissenschaft
- 16 – Kultur, Medien
- 17 – Politik
- 19 – Kriminalität, Strafrecht
- 20 – Wirtschaftliche und soziale Situation der Bevölkerung
- Räumliche Gliederungen der Schweiz
- Historische Statistik
- Regionale Disparitäten